# Maciej Kot
Pour les articles homonymes, voir Kot (homonymie).
Maciej Kot, né le 9 juin 1991 à Limanowa, est un sauteur à ski polonais. Vice-champion du monde junior en 2009, il est médaillé de bronze aux Championnats du monde 2013 dans le concours par équipes. Aux Championnats du monde 2017, il remporte cette fois l'or par équipes. Il est médaillé de bronze par équipes aux Jeux olympiques de Pyeongchang 2018.

## Biographie
Membre du club AZS Zakopane, il apparaît au niveau international pour la première fois en 2006 dans la Coupe FIS, compétition où il gagne notamment sur son tremplin local de Zakopane en février 2007. Son frère Jakub aussi réalise une carrière de sauteur à ski.
Il fait ses débuts dans la Coupe du monde en décembre 2007 à Villach. Il marque ses premiers points quatre ans plus tard à Lillehammer (19e), puis obtient son premier podium par équipes en mars 2012 à Lahti. Entre-temps, il décroche deux médailles de bronze par équipes aux Championnats du monde junior en 2008 et 2009 et une médaille d'argent individuelle en 2009, derrière Lukas Müller.
En août 2010, il figure sur son premier podium lors du Grand Prix d'été à Eisenlden. À l'Universiade d'hiver de 2011, il remporte deux médailles d'argent sur les concours individuels à Erzurum (petit et grand tremplin).
Il décroche un bon résultat dans la Coupe du monde en janvier 2013 en terminant cinquième d'un concours à Zakopane.
Aux Championnats du monde 2013, il termine notamment 11e au petit tremplin, mais surtout il gagne une médaille de bronze par équipes avec Piotr Zyla, Dawid Kubacki et Kamil Stoch.
Aux Jeux olympiques d'hiver de 2014, il est septième et douzième en individuel et quatrième par équipes.
Il remporte le Grand Prix d'été de saut à ski 2016, dont il domine cinq concours.
Durant l'hiver 2016-2017, ses progrès se confirment avec un premier podium en Coupe du monde à Lillehammer puis deux victoires à Sapporo et Pyeongchang l'amenant à la cinquième place au classement général de la Coupe du monde. Au niveau collectif, il est vainqueur de sa première épreuve par équipes à Klingenthal. Il réussit ses Championnats du monde en remportant le titre par équipes qui est le premier de l'histoire de la Pologne et terminant cinquième et sixième en individuel. En 2017, il établit son record personnel de longueur en saut à 244,5 m sur le Vikersundbakken.
Aux Jeux olympiques d'hiver de 2018, il prend la médaille de bronze à l'épreuve par équipes avec Kamil Stoch, Dawid Kubacki et Stefan Hula, premier podium olympique polonais dans cette épreuve et se classe dix-neuvième en individuel (2 fois). Cet hiver, il n'est plus autant en forme, terminant 21e de la Coupe du monde, gagnant seulement une épreuve par équipes à Lahti.
Lors de la saison 2020-2021, alors que les sauteurs polonais sont au devant de l'affiche sur la Tournée des quatre tremplins, Kot est relégué au-delà du top trente.
Au niveau national, il est deux fois champion en individuel en 2013 et 2016.

## Palmarès

### Jeux olympiques
| Épreuve / Édition | Sotchi 2014 | Pyeongchang 2018 |
| Petit tremplin    | 7e          | 19e              |
| Grand tremplin    | 12e         | 19e              |
| Par équipes       | 4e          | Bronze           |

### Championnats du monde
| Épreuve / Édition          | Liberec 2009 | Val di Fiemme 2013 | Lahti 2017 |
| Petit tremplin             | 45e          | 11e                | 5e         |
| Grand tremplin             | —            | 27e                | 6e         |
| Par équipes grand tremplin | —            | Bronze             | Or         |

### Championnats du monde de vol à ski
| Épreuve / Édition | Vikersund 2012 | Harrachov 2014 |
| Individuel        | 38e            | 10e            |
| Par équipes       | 7e             |                |

### Coupe du monde
- Meilleur classement général : 5e en 2017.
- 3 podiums individuels : 2 victoires et 1 deuxième place.
- 17 podiums par équipes, dont 3 victoires.

Palmarès au 29 décembre 2019

#### Victoires individuelles
| Année     | Lieu                                        |
| 2016-2017 | Sapporo (Japon), Pyeongchang (Corée du Sud) |

#### Différents classements en Coupe du monde
| Année     | Classement général final |
| 2011-2012 | 35e                      |
| 2012-2013 | 18e                      |
| 2013-2014 | 17e                      |
| 2014-2015 | 65e                      |
| 2015-2016 | 31e                      |
| 2016-2017 | 5e                       |
| 2017-2018 | 21e                      |
| 2018-2019 | 47e                      |
| 2019-2020 | 42e                      |
| 2020-2021 | 58e                      |
| 2022-2023 | 78e                      |

### Championnats du monde junior
| Épreuve / Édition | Tarvisio 2007 | Zakopane 2008 | Strbske Pleso 2009 |
| Individuel        | 15e           | 7e            | Argent             |
| Par équipes       | 6e            | Bronze        | Bronze             |

### Universiades
- Erzurum 2011 :
  -  Médaille d'argent au petit tremplin.
  -  Médaille d'argent au grand tremplin.
  -  Médaille de bronze par équipes.

### Grand Prix
- Vainqueur du classement général en 2016.
- 13 podiums individuels, dont 7 victoires.

### Coupe continentale
- 3e de la Coupe continentale estivale en 2016.
- 12 podiums, dont 4 victoires.

Palmarès à l'issue de la saison 2019-2020